# Daniela Hivešová Šilanová
Daniela Hivešová Šilanová (1. února 1952 Bratislava –⁠ 26. srpna 2008 Prešov) byla slovenská spisovatelka, scenáristka, aktivistka za práva Romů a publicistka.

## Životopis

### Mládí a studia
Daniela Hivešová Šilanová se narodila 1. února 1952 v Bratislavě. V letech 1971–1976 studovala na Filosofické fakultě Univerzity Komenského obor slovenština – estetika. Během svých vysokoškolských studií se dostala do východoslovenského Prešova, kde se na soutěži Akademický Prešov seznámila s režisérem Ján Šilánem. V Prešově začala pracovat v Závodech průmyslové automatizace, kde se seznámila s Romy a jejich kulturou. V této době také začala publikovat v Novém slově mladých (příloha Nového slova). Již roku 1974 vydala první básnickou sbírku nazvanou Tanečnice.
Od roku 1976 do roku 1982 byla dramaturžkou v Podtatranském divadle ve Spišské Nové Vsi. Roku 1984 spoluzakládala Divadlo cigánskej poezie, hudby a tanca.

### Po sametové revoluci

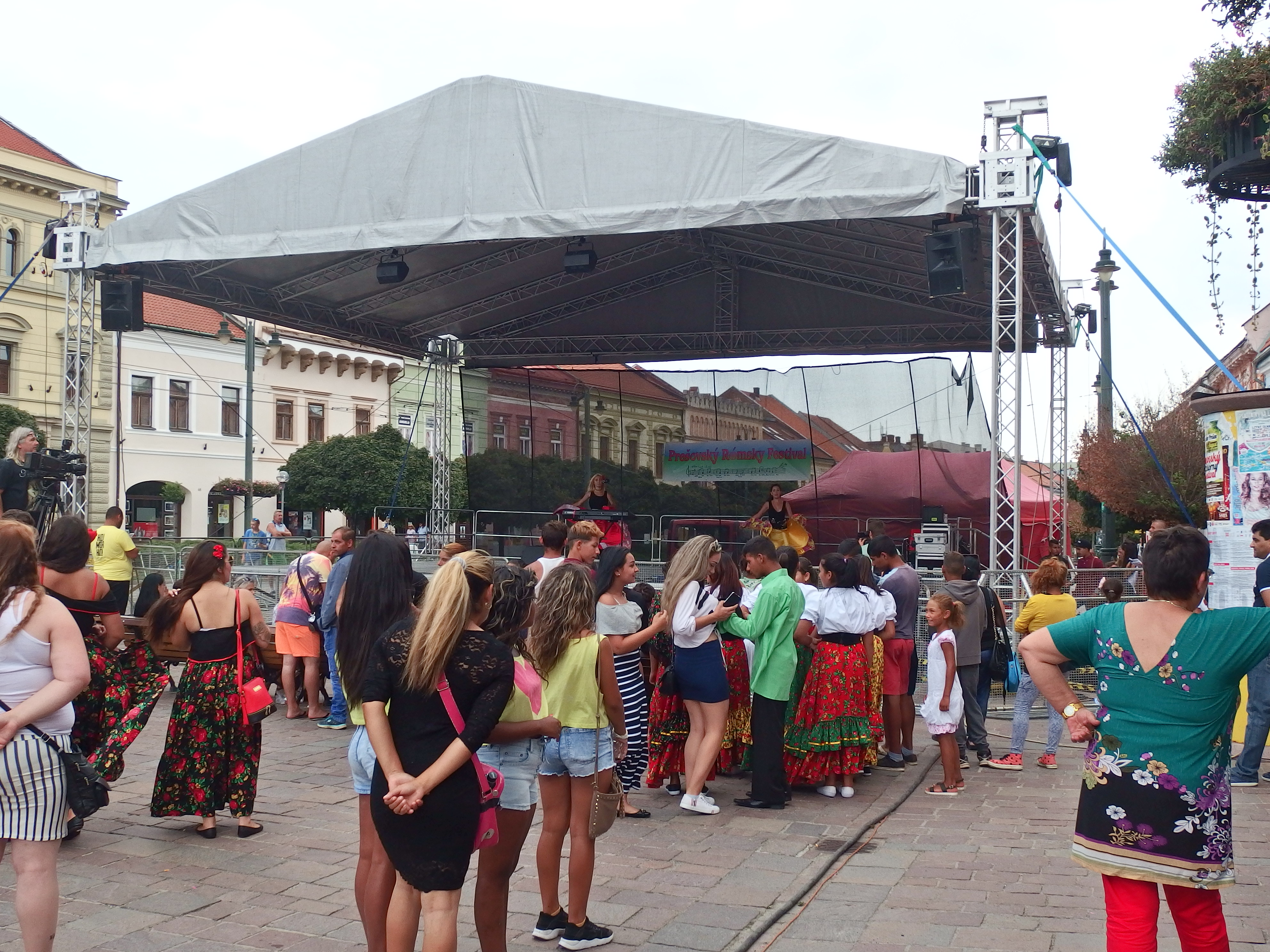
Prešovský romský festival v roce 2017

Po sametové revoluci se začala ještě více aktivizovat. Od roku 1991 působila ve Sdružení Jekhetane – Spolu, které je vydavatelem novin Romano Nevo Ľil (Romský nový list). Stala se též šéfredaktorkou těchto novin, které vedla až do roku 2008. V roce 1991 zakládala romské profesionální divadlo v Košicích nazvané Romathan či dětský parlament v Prešově. V roce 1992 napsala divadelní hru pro romské divadlo Miesto pre Rómov a divadlu se věnovala i jako pedagožka na Střední průmyslové škole v Košicích. Organizovala koncerty romských zpěváků a v roce 2001 zorganizovala v rámci dlouhodobého projektu Rómská putovná galéria výstavu romských umělců v Šárišské galerii v Prešově.
O rok později byla Daniela Hivešová-Šilanová a redakce Romano Nevo Ľil oceněna medailí za práci v boji proti rasismu, kterou jí udělil tehdejší prezident Rudolf Schuster. V roce 2005 byla v rámci projektu 1000 žen pro Nobelovu cenu míru nominována na toto ocenění. Stala se tak jednou ze dvou Slovenek, která byla nominována na Nobelovu cenu. Roku 2007 byl na její popud zorganizován první ročník festivalu romské hudby, tance, zpěvu, divadla a poezie na Spišském hradě.
Daniela Hivešová-Šilanová zemřela 26. srpna 2008 v Prešově po dlouhé nemoci.

## Dílo

### Poezie
- 1974 –⁠ Tanečnica
- 1976 –⁠ Uprostred koncertu
- 1979 –⁠ Pohyb bez teba
- 1980 –⁠ Z údolia nežnej líšky
- 1981 –⁠ Priveľa miesta
- 1985 –⁠ Okamih optimizmu
- 1988 –⁠ Spätosť
- 1989 –⁠ Cigánske leto.
- 2000 –⁠ Na počkanie[10]

### Knihy pro děti
- 1986 –⁠ Ahoj, svet
- 1994 –⁠ Zuzankine motýle –⁠ Chlapec s čajkou
- 1995 –⁠ Vtáčátko –⁠ Koráločka
- 2000 –⁠ Zvončekový mužíček

### Divadelní hry
- 1992 –⁠ Miesto pro Romov
- 2001 –⁠ Velký primáš Baro
- 2001 –⁠ Lepšie je hodovať ako bojovať
- 2002 –⁠ Ako Boh stvoril Roma
- 2005 –⁠ Kto je na svete najkrajší
- 2007 –⁠ Rómovia na Spišskom hradě (autentická rekonstrukce historické události z roku 1423, kdy Zikmund Lucemburský na Spišském hradě přijal Romy)

## Ocenění
- 2000 –⁠ Cena Mezinárodní romské unie (International Roma Union) za objektivitu a profesionalitu v časopise Romano nevo l’il
- 2002 –⁠ Pamětní medaile za práci v boji proti rasismu prezidenta SR Rudolfa Schustera
- 2005 –⁠ Nominována na Nobelovu cenu míru v rámci akce 1000 žen pro Nobelovu cenu míru
- 2008 –⁠ Cena za lidskost udělená zplnomocněncem vlády SR pro romské komunity (In Memoriam)
- 2017 –⁠ Pribinův kříž II. třídy za mimořádné zásluhy o kulturní rozvoj SR v oblasti publicistiky a divadelního umění
- Romská růže
- Ceny Literárního fondu SR
- Cena Evropské unie a USA za rozvoj demokracie a občanské společnosti